# Luis López Rekarte
Luis María López Rekarte (Mondragón, 26 maart 1962) is een voormalig Spaans voetballer. Hij speelde als verdediger. Zijn jongere broer Aitor López Rekarte is eveneens profvoetballer.

## Clubcarrière
López Rekarte speelde achtereenvolgens bij Deportivo Alavés (1980-1985), Real Sociedad (1985-1988), FC Barcelona (1988-1991), Deportivo de La Coruña (1991-1996) en RCD Mallorca (1996-1997). Zijn loopbaan begon de Bask bij Alavés, waarmee hij in de Segunda División A speelde. In 1985 volgde een transfer naar regiogenoot Real Sociedad, waar de verdediger onderdeel uitmaakte van het succeselftal van Erreala uit de jaren tachtig. Naast López Rekarte speelden ook onder meer Luis Arconada, Aitor Beguiristain en José Bakero in dit team.
In 1987 won hij met Real Sociedad de Copa del Rey, in 1988 werd de verdediger met de club vice-kampioen in zowel de Primera División als de Copa del Rey. In 1988 werd López Rekarte door trainer Johan Cruijff naar FC Barcelona gehaald, waar hij de beginjaren van het Dream Team meemaakte. In 1989 werd de Europacup II gewonnen en López Rekarte maakte in de finale tegen het Italiaanse Sampdoria het tweede doelpunt van Barça. In 1990 kon hij een tweede Copa del Rey bijschrijven op zijn palmares. López Rekarte in 1991 met FC Barcelona Spaans landskampioen.
Met de doorbraak van Albert Ferrer en Sergi Barjuán als vleugelverdedigers kon López Rekarte niet langer rekenen op een basisplaats en in 1991 vertrok hij naar Deportivo. Met de Galicische club werd de verdediger in 1994 en 1995 runner-up in de Primera División en in 1995 won hij voor de derde keer in zijn loopbaan de Spaanse beker. In het seizoen 1996/1997 sloot López Rekarte bij RCD Mallorca zijn loopbaan als profvoetballer af. Hij kwam uiteindelijk tot driehonderd wedstrijden en zeven doelpunten in de Primera División.

## Interlandcarrière
López Rekarte speelde vier interlands voor het Spaans nationaal elftal. Hij debuteerde op 27 januari 1988 tegen de DDR. Later speelde de verdediger nog in de wedstrijden tegen Tsjechoslowakije op 24 februari 1988, Frankrijk op 23 maart 1988 en Argentinië op 12 oktober 1988.

## Erelijst
FC Barcelona
- Europacup II

1989